# Giro di Romandia 1982
Il Giro di Romandia 1982, trentaseiesima edizione della corsa, si svolse dal 4 al 9 maggio su un percorso di 820 km ripartiti in 5 tappe (la quarta suddivisa in due semitappe) e un cronoprologo, con partenza a Meyrin e arrivo a Neuchâtel. Fu vinto dal norvegese Jostein Wilmann della Capri Sonne davanti allo svedese Tommy Prim e all'italiano Silvano Contini.

## Tappe
| Tappa  | Data     | Percorso                                | km   | Vincitore di tappa   | Leader cl. generale |
| ------ | -------- | --------------------------------------- | ---- | -------------------- | ------------------- |
| Prol.  | 4 maggio | Meyrin > Meyrin (cron. individuale)     | 3,3  | René Koppert         | René Koppert        |
| 1ª     | 5 maggio | Meyrin > Ecoteaux                       | 190  | Tommy Prim           | Tommy Prim          |
| 2ª     | 6 maggio | Ecoteaux > Mayens-de-Riddes             | 119  | Jostein Wilmann      | Jostein Wilmann     |
| 3ª     | 7 maggio | Mayens-de-Riddes > Losanna              | 160  | Christian Jourdan    | Jostein Wilmann     |
| 4ª-1ª  | 8 maggio | Losanna > Delémont                      | 149  | Gilbert Glaus        | Jostein Wilmann     |
| 4ª-2ª  | 8 maggio | Delémont > Delémont (cron. individuale) | 27,5 | Bernard Hinault      | Jostein Wilmann     |
| 5ª     | 9 maggio | Delémont > Neuchâtel                    | 172  | Jean-René Bernaudeau | Jostein Wilmann     |
| Totale | Totale   | Totale                                  | 820  |                      |                     |

## Dettagli delle tappe

### Prologo
- 4 maggio: Meyrin > Meyrin (cron. individuale) – 3,3 km

| Pos. | Corridore         | Squadra     | Tempo |
| ---- | ----------------- | ----------- | ----- |
| 1    | René Koppert      | TI-Raleigh  | 4'13" |
| 2    | Ad Wijnands       | TI-Raleigh  | a 2"  |
| 3    | Jean-Marie Grezet | Cilo-Aufina | s.t.  |

| Pos. | Corridore         | Squadra     | Tempo |
| ---- | ----------------- | ----------- | ----- |
| 1    | René Koppert      | TI-Raleigh  | 4'13" |
| 2    | Ad Wijnands       | TI-Raleigh  | a 2"  |
| 3    | Jean-Marie Grezet | Cilo-Aufina | s.t.  |

### 1ª tappa
- 5 maggio: Meyrin > Ecoteaux – 190 km

| Pos. | Corridore         | Squadra        | Tempo    |
| ---- | ----------------- | -------------- | -------- |
| 1    | Tommy Prim        | Bianchi        | 5h08'23" |
| 2    | Vittorio Algeri   | Metauro Mobili | s.t.     |
| 3    | Dag Erik Pedersen | Bianchi        | s.t.     |

| Pos. | Corridore      | Squadra     | Tempo    |
| ---- | -------------- | ----------- | -------- |
| 1    | Tommy Prim     | Bianchi     | 5h12'32" |
| 2    | Gilbert Glaus  | Cilo-Aufina | a 9"     |
| 3    | Bernard Vallet | La Redoute  | a 10"    |

### 2ª tappa
- 6 maggio: Ecoteaux > Mayens-de-Riddes – 119 km

| Pos. | Corridore       | Squadra     | Tempo    |
| ---- | --------------- | ----------- | -------- |
| 1    | Jostein Wilmann | Capri Sonne | 3h12'15" |
| 2    | Silvano Contini | Bianchi     | a 1'05"  |
| 3    | Tommy Prim      | Bianchi     | a 1'27"  |

| Pos. | Corridore       | Squadra     | Tempo    |
| ---- | --------------- | ----------- | -------- |
| 1    | Jostein Wilmann | Capri Sonne | 8h24'58" |
| 2    | Silvano Contini | Bianchi     | a 1'12"  |
| 3    | Tommy Prim      | Bianchi     | a 1'14"  |

### 3ª tappa
- 7 maggio: Mayens-de-Riddes > Losanna – 160 km

| Pos. | Corridore         | Squadra    | Tempo    |
| ---- | ----------------- | ---------- | -------- |
| 1    | Christian Jourdan | La Redoute | 3h59'23" |
| 2    | Jacques Michaud   | Coop       | a 10"    |
| 3    | Bruno Wolfer      | Royal      | s.t.     |

| Pos. | Corridore       | Squadra     | Tempo     |
| ---- | --------------- | ----------- | --------- |
| 1    | Jostein Wilmann | Capri Sonne | 12h26'19" |
| 2    | Silvano Contini | Bianchi     | a 1'12"   |
| 3    | Tommy Prim      | Bianchi     | a 1'14"   |

### 4ª tappa - 1ª semitappa
- 8 maggio: Losanna > Delémont – 149 km

| Pos. | Corridore           | Squadra     | Tempo    |
| ---- | ------------------- | ----------- | -------- |
| 1    | Gilbert Glaus       | Cilo-Aufina | 3h41'10" |
| 2    | Johan van der Velde | TI-Raleigh  | a 31"    |
| 3    | Bernard Vallet      | La Redoute  | s.t.     |

| Pos. | Corridore       | Squadra     | Tempo     |
| ---- | --------------- | ----------- | --------- |
| 1    | Jostein Wilmann | Capri Sonne | 13h03'32" |
| 2    | Tommy Prim      | Bianchi     | a 1'03"   |
| 3    | Silvano Contini | Bianchi     | a 1'33"   |

### 4ª tappa - 2ª semitappa
- 8 maggio: Delémont > Delémont (cron. individuale) – 27,5 km

| Pos. | Corridore         | Squadra     | Tempo  |
| ---- | ----------------- | ----------- | ------ |
| 1    | Bernard Hinault   | Renault-Elf | 36'29" |
| 2    | Jean-Marie Grezet | Cilo-Aufina | a 34"  |
| 3    | Tommy Prim        | Bianchi     | a 39"  |

| Pos. | Corridore       | Squadra     | Tempo     |
| ---- | --------------- | ----------- | --------- |
| 1    | Jostein Wilmann | Capri Sonne | 16h44'43" |
| 2    | Tommy Prim      | Bianchi     | a 1'03"   |
| 3    | Silvano Contini | Bianchi     | a 1'33"   |

### 5ª tappa
- 9 maggio: Delémont > Neuchâtel – 172 km

| Pos. | Corridore            | Squadra     | Tempo    |
| ---- | -------------------- | ----------- | -------- |
| 1    | Jean-René Bernaudeau | Peugeot     | 4h49'41" |
| 2    | Joop Zoetemelk       | Coop        | a 28"    |
| 3    | Bernard Hinault      | Renault-Elf | a 31"    |

| Pos. | Corridore       | Squadra     | Tempo     |
| ---- | --------------- | ----------- | --------- |
| 1    | Jostein Wilmann | Capri Sonne | 21h34'55" |
| 2    | Tommy Prim      | Bianchi     | a 1'03"   |
| 3    | Silvano Contini | Bianchi     | a 1'33"   |

## Classifiche finali

### Classifica generale
| Pos. | Corridore         | Squadra                | Tempo     |
| ---- | ----------------- | ---------------------- | --------- |
| 1    | Jostein Wilmann   | Capri Sonne            | 21h34'55" |
| 2    | Tommy Prim        | Bianchi-Piaggio        | a 1'03"   |
| 3    | Silvano Contini   | Bianchi-Piaggio        | a 1'33"   |
| 4    | Bernard Hinault   | Renault-Elf            | s.t.      |
| 5    | Jean-Marie Grezet | Cilo-Aufina            | a 1'34"   |
| 6    | Michel Laurent    | Peugeot-Shell-Michelin | a 2'34"   |
| 7    | Robert Millar     | Peugeot-Shell-Michelin | a 2'50"   |
| 8    | Jérôme Simon      | La Redoute-Motobecane  | a 2'58"   |
| 9    | Robert Alban      | La Redoute-Motobecane  | a 3'31"   |
| 10   | Daniel Müller     | Royal-Wrangler         | a 3'46"   |